# Gregorio Carelli
Gregorio Carelli ,  (né  à Trastevere, Rome, Italie,  et mort  le  30 mai 1211) est un cardinal italien  du XIIe siècle et du début du XIIIe siècle.

## Biographie
Le pape Clément III le crée cardinal lors du consistoire du septembre 1190. Il participe à l'élection de Célestin III en 1191 et d'Innocent III en 1198. Le cardinal Carelli est légat en Toscane et au duché de Spolète ainsi qu'auditeur à la curie romaine.